# Moldavànovka
Moldavànovka (en rus: Молдавановка) és un poble del krai de Krasnodar, a Rússia. Es troba als vessants meridionals de l'extrem oest del Caucas occidental, a la vora del riu Xapsukho, a 43 km al nord-oest de Tuapsé i a 64 km al sud de Krasnodar, la capital.
Pertany al municipi de Djubga.